# 10767 Toyomasu
10767 Toyomasu è un asteroide della fascia principale. Scoperto nel 1990, presenta un'orbita caratterizzata da un semiasse maggiore pari a 2,2230455 UA e da un'eccentricità di 0,1502673, inclinata di 4,47232° rispetto all'eclittica.